# Gloria Loring
Gloria Loring (10 de dezembro de 1946) é uma cantora e atriz norte-americana.